# Viktor Kalabis
Viktor Kalabis (27. února 1923, Červený Kostelec – 28. září 2006, Praha) byl hudební skladatel. Patří mezi nejvýraznější české komponisty 2. pol. 20. století. Vytvořil 92 skladeb s opusovým číslem, z nichž do popředí vystupují zejména orchestrální díla (5 symfonií, 9 nástrojových koncertů, Koncert pro orchestr, op. 25 ad.) a komorní kompozice (7 smyčcových kvartetů, 2 nonety, 3 sonáty pro klavír, Sonáta pro housle a klavír, op. 58 ad.). Devatenáct let též působil jako hudební režisér a redaktor v Československém rozhlasu. Jeho manželkou byla cembalistka Zuzana Růžičková.

## Život

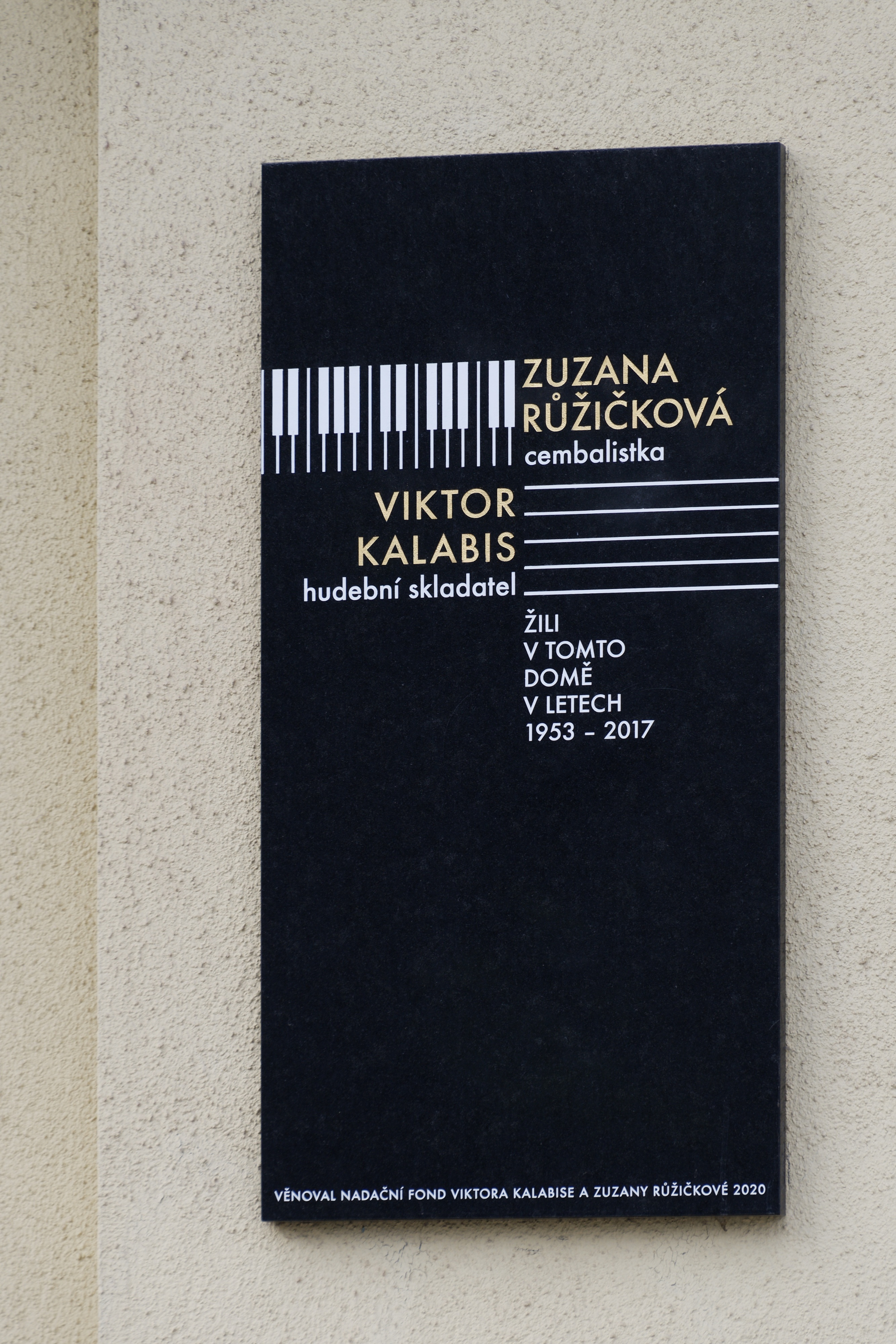
Pamětní deska Zuzany Růžičkové a Viktora Kalabise, Praha 3, Slezská 107

Viktor Kalabis prožil prvních šest let svého života (1923–1929) v Červeném Kostelci (Východočeský kraj). Jeho rodiče byli zaměstnanci pošty – otec Karel byl poštovním úředníkem a matka Viktorie Anna (roz. Šulcová) poštmistrovou. Viktor byl jejich jediným dítětem. Oba rodiče měli vřelý vztah ke kultuře a amatérsky se věnovali hudbě. Otec byl členem Pěveckého kvarteta a divadelního sboru, matka hrála na klavír a jako zpěvačka vystupovala v místních operních či operetních představeních. Kalabis byl tedy hudbou obklopen od raného dětství a rodiče jej navíc ve studiu hudby podporovali – např. když se v pěti letech začal učit hrát na klavír (jeho prvním učitelem byl Adolf Šupich), otec mu ihned zakoupil pianino. Kalabis si svých rodičů velmi vážil, měl s nimi harmonický vztah a dedikoval jim několik svých skladeb, např. Symfonii č. 1, op. 14 (1957). Jediným Kalabisovým příbuzným, který prošel profesionální hudební průpravou, byl Tomáš Hruška, otec babičky V. Kalabise z otcovy strany, jenž v roce 1833 absolvoval Pražskou varhanickou školu. V roce 1929 byl Kalabisův otec přeložen na poštovní úřad v Solnici u Rychnova nad Kněžnou, kam se s rodinou následně přestěhoval. Toto město oproti Červenému Kostelci nenabízelo přílišné možnosti kulturního vyžití. Kalabis se však dále věnoval hudbě, víceméně jako samouk – pokračoval ve hře na klavír, ve dvanácti letech se začal učit hrát na saxofon a stal se členem místního tanečního souboru. Z let 1933–1935 jsou pak doloženy jeho první skladatelské pokusy (např. tango Paní má krásná).
Kalabisova gymnaziální studia (1934–1942) probíhala postupně ve třech městech – Rychnov nad Kněžnou, Jindřichův Hradec a Soběslav. Do Rychnova nad Kněžnou bylo možné dojíždět ze Solnice, Kalabis zde studoval v letech 1934–1938. Ke studiu na gymnáziu přistupoval zodpovědně a jednalo se o pilného studenta. Jeho další hudební rozvoj v této době formovala profesionální klavírní pedagožka J. Šoršová-Šternberková, která prošla studiem u K. Hoffmeistera a F. Raucha. V roce 1939 se rodina znovu stěhovala – otec tíhl k rodnému Jihočeskému kraji a Kalabisovi přesídlili do Jindřichova Hradce. Na jindřichohradeckém gymnáziu Kalabis studoval v letech 1939–1940. I přesto, že v této době již probíhala druhá světová válka, měl stále poměrně široké možnosti věnovat se hudbě a působil např. ve zpěváckém spolku Smetana. V roce 1940 nacistické úřady zabraly budovu jindřichohradeckého gymnázia a škola byla přesunuta do Soběslavi. Do tohoto města pak v letech 1940–1942 Kalabis dojížděl vlakem a úspěšně zde složil maturitní zkoušku.
Po maturitě Kalabis nastoupil na místo pomocného učitele v Mělníku a prožil zde nejdramatičtější období druhé světové války. V letech 1942–1944 působil na tamní Odborné škole pro ženská povolání, kde vyučoval němčinu, živnostenské písemnosti, účetnictví, matematiku, češtinu a zpěv. V dubnu 1944 se však ani tělesně slabý a silně krátkozraký Kalabis nevyhnul totálnímu nasazení – musel nastoupit do továrny na letecké součástky Flugzeugwerke Hawlik (nedaleko Mělníka), kde pracoval až do konce války (nejprve v továrním provozu, později jako pomocný administrativní pracovník). V Mělníku působil jako člen klavírního tria a kvarteta, byl též sbormistrem ženského sboru. V této době rovněž pravidelně dojížděl do Prahy, kde v letech 1943–1945 soukromě studoval dirigování a sbormistrovství u Pavla Dědečka a harmonii u Jaroslava Řídkého.
Po skončení války se Kalabis přestěhoval do Prahy, aby se mohl plně věnovat dalšímu studiu. V roce 1945 nastoupil na Pražskou konzervatoř a souběžně též na Filozofickou fakultu Univerzity Karlovy. Na FF UK (1945–1949) studoval hudební vědu, estetiku, filozofii a psychologii (docházel např. na přednášky J. Patočky, J. Mukařovského či J. B. Kozáka). Kvůli změně politických poměrů v roce 1948 a osobnímu konfliktu s vedoucí katedry hudební vědy A. Patzakovou mu nebylo umožněno studium plnohodnotně zakončit – nemohl předložit k obhajobě svou závěrečnou práci Harmonie u Stravinského, Hindemitha a Bartóka a její aplikace. Titul PhDr. tak získal až v roce 1991 na základě rehabilitačního řízení. Na Pražské konzervatoři (1945–1948) si Kalabis jako hlavní obor zvolil kompozici, kterou studoval ve třídě Emila Hlobila. Pod vedením tohoto pedagoga se mladý skladatel výrazně zlepšil v oblasti hudebních forem, hudebních žánrů či kontrapunktu a vytvořil 24 studijních skladeb, z nichž dvě opatřil opusovým číslem – jde o Poučení synovská, op. 1 (1947) a Sonátu pro klavír č. 1, op. 2 (1947). Kalabisovi bylo jako vyspělému posluchači konzervatoře umožněno, aby po třetím ročníku přestoupil na Akademii múzických umění v Praze. Na této škole následně studoval v letech 1948–1952 na katedře skladby ve třídě Jaroslava Řídkého a na katedře hudební teorie u Karla Janečka. Kalabis se zájmem analyzoval a přehrával díla modernistických skladatelů, jakými byli např. I. Stravinskij, P. Hindemith, B. Bartók či B. Martinů. Uvedení tvůrci však nebyli po roce 1948 z politických důvodů v Československu podporováni a Kalabisovy kompozice z tohoto období, které na ně hudebně navazují, byly dobovou hudební kritikou odsuzovány jako „formalistické“, „odvozené z partitur skladatelů západní moderny“ apod.

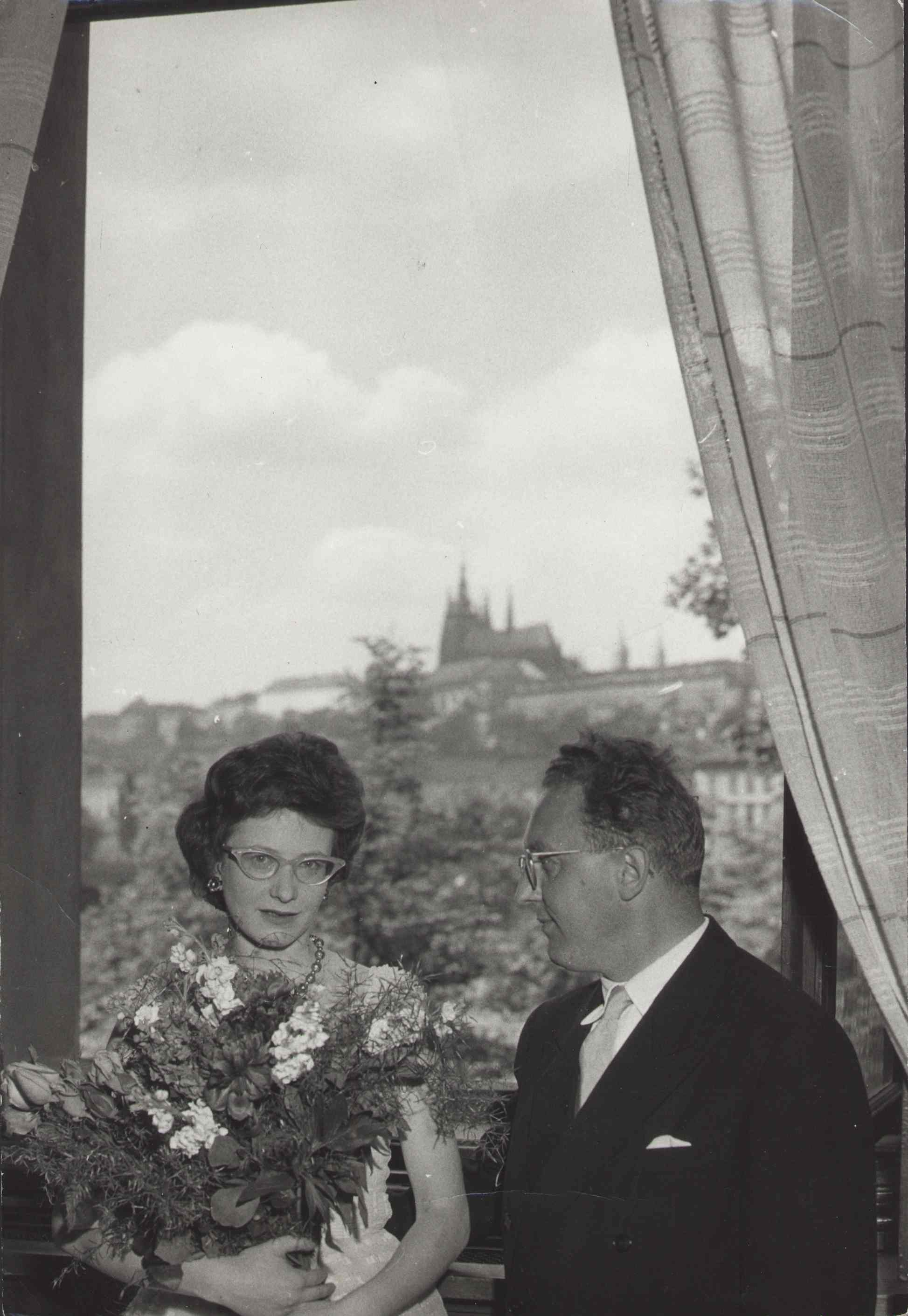
Zuzana Růžičková a Viktor Kalabis po provedení Klavírního koncertu, op. 12, Praha, 29. května 1960

Kalabis absolvoval AMU v roce 1952 a započal zde vyučovat hru partitur – měl na starost posluchače, kteří přišli z dělnické přípravky. Kalabis byl přesvědčený o nutnosti zachovat vysokoškolská měřítka výuky i pro tyto posluchače a chtěl, aby se věnovali studiu i za cenu dočasného snížení politických aktivit. Jeho postoj byl však interpretován jako „zrazování posluchačů od politické práce“ a Kalabisovo pedagogické působení bylo nedlouho poté ukončeno. V roce 1952 se též konala svatba Viktora Kalabise s klavíristkou a cembalistkou Zuzanou Růžičkovou, jež ho provázela po zbytek jeho života. Seznámili se rok předtím na AMU, kde Z. Růžičková působila jako vyučující obligátního klavíru pro katedru skladby. Jednalo se o velmi šťastné a idylické manželství, Kalabis pro Růžičkovou vytvořil několik svých stěžejních děl, např. Koncert pro cembalo a smyčcový orchestr, op. 42 (1975) či Akvarely, op. 53 (1979), které mnohokrát uvedla na svých koncertech doma i v zahraničí. Od roku 1953 oba umělci bydleli v bytě v ulici Slezská na pražských Vinohradech, kde žili až do své smrti.
V letech 1953–1972 Kalabis pracoval v Československém rozhlase jako hudební režisér a redaktor v Hlavní redakci pro děti a mládež. Tato práce mu přinesla finanční zajištění a určitou míru tvůrčí nezávislosti. Kalabis dbal na kvalitní dramaturgii rozhlasových pořadů a v rámci své činnosti v rozhlasu přizval ke spolupráci velké množství vynikajících skladatelů a interpretů. V roce 1966 pak inicioval vznik mezinárodní rozhlasové soutěže Concertino Praga pro mladé hudebníky. Kalabisovo působení v rozhlasu se též do určité míry projevilo v jeho tvorbě, vytvořil několik děl inspirovaných dětským světem a lidovou hudbou, např. O kapičce vody, potůčku i studánce, op. 16 (1959) či Album lidových písní, op. 23 (1963). Určitý předěl v jeho skladatelském vývoji představuje Symfonie č. 1, op. 14 (1957), která pomyslně završuje jeho rané období, v němž převažovaly neoklasicistní a neofolklorní prvky. Rok 1957 přinesl Kalabisovi rovněž první významný zahraniční úspěch – jeho Koncert pro violoncello a orchestr, op. 8 (1951, rev. 1956) provedl violoncellista Jacques Neilz s Orchestre National za řízení Manuela Rosenthala v Paříži (Théâtre des Champs-Élysées). V dílech vytvořených po roce 1957 Kalabis směřoval k osobitějšímu a soustředěnějšímu hudebnímu jazyku, během působení v rozhlasu zkomponoval též své nejrozšířenějším a nejúspěšnějším dílo – Symfonii č. 2 „Sinfonia pacis“, op. 18 (1961). Mezi důležité skladby tohoto období však bezesporu patří též Symfonické variace, op. 24 (1964), Koncert pro orchestr, op. 25 (1966; udělena Státní cena) či Symfonie č. 3, op. 33 (1971).

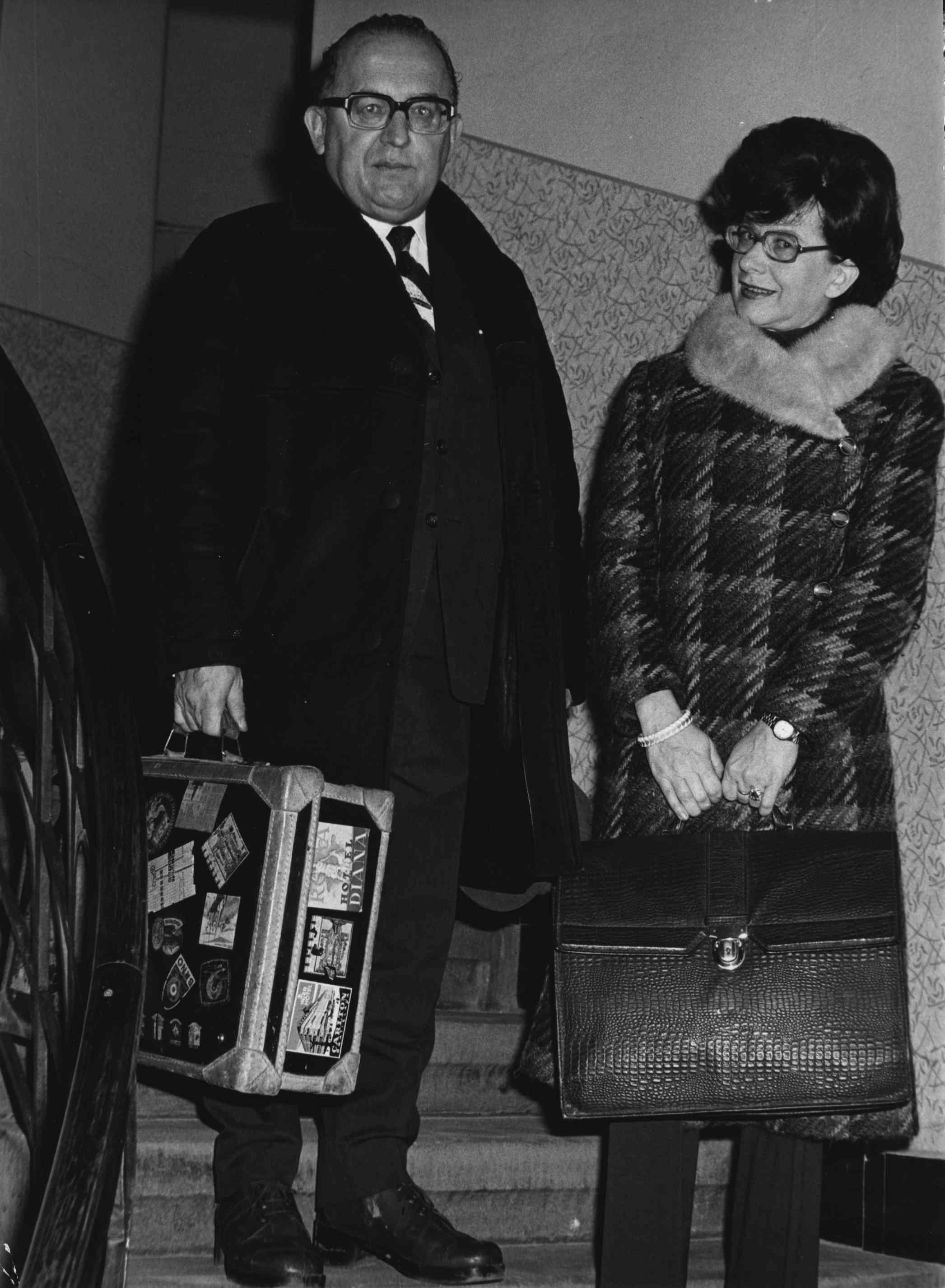
Viktor Kalabis a Zuzana Růžičková, Praha, 22. 12. 1976

Po odchodu z Čs. rozhlasu se Kalabis rozhodl plně věnovat hudební kompozici. Autorovy skladby vzniklé v průběhu 70. a na počátku 80. let představují vrchol jeho tvorby – do popředí v nich často vystupují existenciální témata dotýkající se smyslu lidského bytí. Tomuto zaměření patrně přispěla neutěšená společenská atmosféra během tzv. normalizace. Kalabis mohl tomuto stavu svou tvorbou alespoň v umělecké rovině vzdorovat a v jeho dílech tak výrazněji rezonují filozofické a etické aspekty. Pro rozpracování těchto témat většinou volil rozměrnější hudební formy, jedná se např. o Symfonii č. 4, op. 34 (1973), Symfonii č. 5 „Fragment“, op. 43 (1976) či Tristium, op. 56 (1981). Jistý protipól těchto závažně laděných skladeb pak představují autorova komorní díla, jež jsou inspirována přírodou, jde např. o Nonet č. 2 „Pocta přírodě“, op. 44 (1976) či oktet Jarní píšťalky, op. 50 (1979). Kalabis miloval přírodu Jihočeského kraje, zejména pak okolí Jindřichova Hradce, kde v mládí trávil prázdniny a několik let zde s rodiči bydlel. V roce 1971 Kalabis se Z. Růžičkovou v tomto městě zakoupili dům, který jim sloužil pro pobyty a dovolené, Kalabis zde také intenzivně komponoval. Během 70. let Kalabis aktivně rozvíjel spolupráci se zahraničními interprety a dirigenty a dočkal se několika úspěšných zahraničních provedení svých skladeb (např. provedení Symfonie č. 3 Symfonickým orchestrem města Münsteru za řízení Alfreda Waltera či Symfonie č. 4 souborem Dresdner Staatskapelle pod vedením Herberta Blomstedta). Kalabis v tomto období rovněž zužitkoval svou dirigentskou průpravu z mládí – jako dirigent provedl a nahrál některé své koncertní a orchestrální skladby.
V průběhu 80. let Kalabis obdržel několik významných ocenění a uznání. Získal např. Výroční cenu Pantonu (1983, udělena za nahrávku Symfonie č. 5) či Cenu Svazu českých skladatelů a koncertních umělců (1984, udělena za Sonátu pro housle a klavír, op. 58). V roce 1986 byl též jmenován členem předsednictva ústředního výboru České hudební společnosti a v roce 1987 členem ústředního výboru Svazu československých skladatelů. V autorově katalogu skladeb z 80. let převažují především komorní díla, jež jsou často rámována mimohudební inspirací. Nejedná se však o programní kompozice v obvyklém slova smyslu, jde spíše o vymezení myšlenkového a náladového zaměření těchto skladeb, např. Smyčcový kvartet č. 5 „Památce Marka Chagalla“, op. 63 (1984), Inkantace pro dechové nástroje, op. 69 (1988) či Kolotoč života, op. 70 (1989). Oproti některým vážným kompozicím ze 70. let jsou tato díla poněkud meditativnější a lze v nich nalézt až kontemplativní hudební plochy. V centru Kalabisova zájmu stále stojí člověk a otázky lidské existence, nicméně autor je nyní nahlíží jaksi z nadhledu své životní zkušenosti.
Kalabis zůstal skladatelsky aktivní i v posledním období svého života. Pokračoval ve vytváření komorních děl, zpravidla menšího až středního rozsahu (op. 73 – op. 92). Často se jednalo o kompozice vytvořené pro konkrétní interprety, např. Tři monology pro violoncello sólo, op. 83 (1996) určené Miloši Sádlovi, anebo šlo o skladby pro interpretační soutěže, např. Allegro impetuoso pro klavír, op. 89 (2000) pro Mezinárodní klavírní soutěž Carl Czerny. Autorova tvorba v 90. letech několikrát zaznamenala úspěch i v zahraničí, např. baletní fantazie Dva světy, op. 54 (1980, podle námětu Lewise Carrolla Alenka v kraji divů a za zrcadlem) získala v roce 1993 v USA cenu Parents’ Choice Award. Kalabis se v této době rovněž aktivně zasazoval o kultivaci českého hudební prostředí – od roku 1991 působil jako předseda Nadace Bohuslava Martinů a v jejím rámci inicioval např. vznik Institutu Bohuslava Martinů. Od roku 2003 jej v komponování začala omezovat oční choroba, autorovou poslední dokončenou skladbou se stala Couples pro dvě flétny, op. 92 (2003). Viktor Kalabis zemřel 28. 9. 2006 ve věku 83 let v LDN v Motolské nemocnici po vleklé cévně-mozkové chorobě.
18. října 2000 vznikl na popud manželů Viktora Kalabise a Zuzany Růžičkové Nadační fond, který přispívá k co nejširšímu veřejnému poznání, studiu, publicitě a využívání hudebních skladeb Viktora Kalabise a jakýmkoli způsobem zaznamenaných uměleckých výkonů Zuzany Růžičkové. Další informace ohledně Nadačního fondu Viktora Kalabise a Zuzany Růžičkové lze dohledat na webové stránce https://kalabisruzickova.cz/nadacni-fond/.

## Hudební řeč

Viktor Kalabis

Kalabisův hudební jazyk krystalizoval postupně, utvářelo jej mnoho rozličných vlivů a skladatelských vzorů. Mezi starší inspirační zdroje z klasické evropské hudby autor zařazoval J. S. Bacha, W. A. Mozarta, L. van Beethovena, B. Smetanu, A. Dvořáka, J. Brahmse, ale též M. P. Musorgského, M. Ravela či C. Debussyho. Z moderních českých tvůrců si Kalabis cenil L. Janáčka a zejména pak B. Martinů. U obou umělců oceňoval snahu o propojování hudby s humanistickými a společenskými tématy či originální a invenční přístup k lidové hudbě. Janáčkův vliv lze u Kalabise dohledat v pojetí hudební formy a tektoniky – přejal od něj snahu o stručnost a výstižnost hudebních myšlenek či kontrastní a proměnlivé řazení hudebních ploch. Hudbou B. Martinů byl Kalabis fascinován po celý svůj život. Inspirativní byl pro něj především v tom, jak ve svém díle účelně propojoval impulzy různých modernistických hudebních směrů. Když v období po druhé světové válce svitla naděje, že by se Martinů mohl vrátil do Československa a pedagogicky zde působit, Kalabis byl rozhodnut, že se stane jeho žákem. Martinů však v létě 1946 prodělal těžký úraz, který si vyžádal několikaměsíční rekonvalescenci, a politická situace v Československu po únoru 1948 tuto možnost definitivně zmařila.
Co se týče moderních zahraničních autorů, Kalabis byl inspirován hudbou P. Hindemitha, B. Bartóka, S. Prokofjeva a především I. Stravinského – jeho vliv je patrný zejména v neoklasicistní orientaci Kalabisových raných děl. Tvorba modernistických skladatelů pomohla Kalabisovi při individualizaci jeho kompoziční řeči. Byl si vědom toho, že hudební vývoj 1. pol. 20. století přinesl řadu nových hudební postupů, které mnohdy nebyly plně využity a prozkoumány: „Myslím, že je na čase myslet na syntézu, neboť prostředků je po ruce mnoho a tak málo bylo jimi dosud řečeno.“ Snažil se tyto vlivy osobitě přetvářet a celkově tak aktualizovat výrazové prostředky evropské hudební tradice, ke které se aktivně hlásil. Jaroslav Šeda, autor rozsáhlé monografie o Kalabisovi, tento přístup označoval termínem neromantická směrová syntéza. Naznačenou inklinaci k syntéze však Kalabis nevnímal jako samoúčelnou či eklektickou, měla tvůrci především dopomoci autenticky vyjádřit aktuální společenská témata a lidskou zkušenost: „Jsem pro syntézu jako shrnutí výrazových prostředků, bude-li jí potřeba k tomu, abychom mohli lépe vyjádřit nové obsahy, abychom mohli přesněji umělecky definovat pravdu dnešní i budoucí skutečnosti a tím […] jejího člověka.“
Při analýze jednotlivých složek a stránek hudební řeči Viktora Kalabise lze nalézt několik konstant, které se s různou mírou intenzity objevují v celém jeho díle. Klíčová pro něj byla melodická stránka, jež vnímal jako výslednici emocionálního účinku skladby. Bezprostřednost a působivost jeho melodií je do určité míry možné přisuzovat vlivu lidové hudby a snaze oprostit se od romantické melodiky 19. století. Ve vokálních kompozicích je melodika přizpůsobena deklamaci textu, nicméně často můžeme pozorovat tendenci vůdčí melodické hlasy uvolňovat a osamostatňovat od harmonické a polyfonické složky. V instrumentálních dílech bývá melodická stránka naopak úzce spjata s celkovou výstavbou díla. Kinetickou stránku (rytmus, metrum, tempo) charakterizuje značná proměnlivost a živelnost. Hudební proud často přináší řadu nepravidelností a nečekaných rytmických či metrických kombinací. Autorova díla tak mohou z tohoto důvodu na posluchače působit vypjatým až neklidným dojmem. V oblasti harmonie Kalabis navazoval na modernistické tendence 1. pol. 20. století – především jde o zrovnoprávnění konsonance a disonance či možnost využívat všech dvanácti tónů temperované chromatiky bez nutnosti zřejmé harmonicko-funkční vazby. Kalabis se tonality nikdy plně nevzdal, ale přistupoval k ní velmi uvolněně, v jeho dílech se vyskytují např. komplikované vícezvuky (nezřídka neterciové stavby), které tonální určitost podrývají. Lze se u něj rovněž setkat s bitonalitou či polytonalitou.

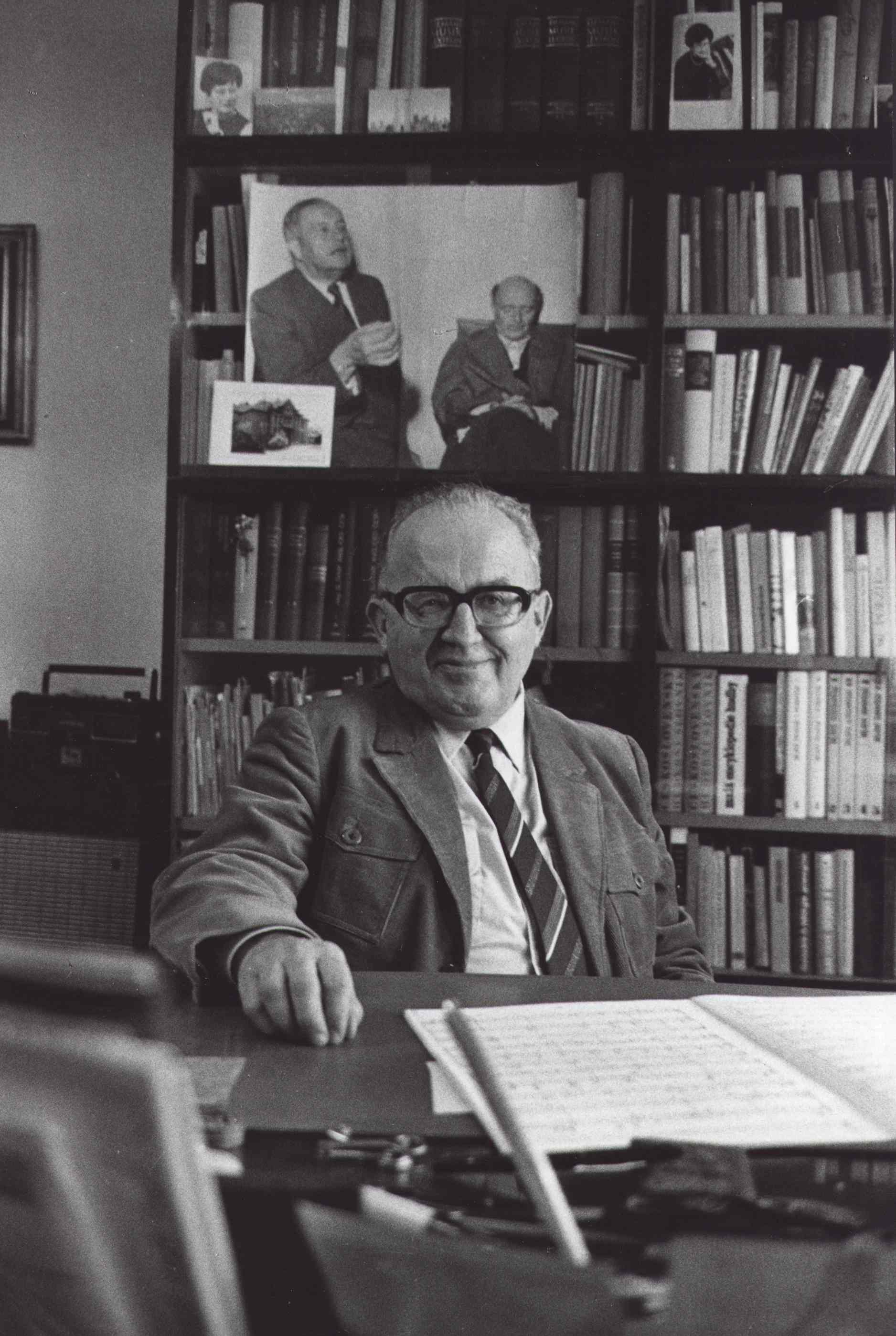
Viktor Kalabis ve své pracovně

Kalabis měl dobrý přehled o historických kontrapunktických technikách a jejich modernistických aktualizacích. Hojně využíval např. imitačních či kánonických postupů, nicméně i kontrapunktické prostředky směřoval ke zdůraznění obsahu hudebního díla – např. ve 4. větě Symfonie č. 2 využívá fugu, jež podtrhuje intenzitu předchozího hudebního dění a vytváří napětí před závěrečnou katarzí. K instrumentaci skladeb Kalabis nepřistupoval jako k něčemu „vnějšímu“ – hudební myšlenka a její vyjádření konkrétním nástrojovým témbrem pro něj tvořily nerozlučný celek. Autorův instrumentační talent, podložený důkladným studiem zvukových možností jednotlivých nástrojů a jejich kombinací, se pak naplno projevuje v jeho orchestrálních dílech. O hudební struktuře Kalabis přemýšlel komplexně, vnímal ji jako výslednici působení různých hudebních složek a stránek. J. Šeda ve své monografii v souvislosti s Kalabisovou hudbou pracuje s pojmem tektonický odstavec, který chápe jako kratší a uzavřenější celek v rámci skladby, v němž lze identifikovat určité specifické hudební rysy. V tektonickém odstavci pak nemusí být úhlavním formotvorným činitelem např. práce s melodií, ale de facto jakákoliv hudební stránka a složka (anebo jejich propojení). Tento přístup poskytuje tvůrci široké možnosti vyjádření a vede ke krystalizaci dynamické a jedinečné hudební formy (potenciál výše popisovaného přístupu a myšlení v rámci tektonických odstavců je plně zužitkován např. ve 2. větě Symfonie č. 3 a ve 2. větě Symfonie č. 4, jedná se o proměnlivé, „dramatické“ hudební plochy).
Kalabis byl tvůrcem, který do důsledků promýšlel jak vnitřní uspořádání svých skladeb, tak jejich případný společenský vliv a dosah. V různých rozhovorech a písemných vyjádřeních akcentoval možnost pozitivního působení hudby (a umění obecně) na lidský život. Ke kompozici tedy nepřistupoval pouze z hlediska estetiky či hudební teorie, důležitá pro něj byla též společenská odpovědnost umělce: „Jsem hudební skladatel. Ptám-li se, proč dělám tuto práci, odpověděl bych, že není krásnějšího daru osudu, než když smíte dělat práci, kterou milujete, bez které nemůžete žít. To by však ještě mou práci nezdůvodnilo. To hlavní je její společenské poslání. Snaha rozdělit se se svými posluchači o všechno to, co by jim pomohlo žít, co by jim mohlo udělat radost, i o to, co může poznat a popsat jen umění a hudba zvláště, to jest: umožnit poznání nezmapované části naší skutečnosti. Skutečnosti, která není hmatatelná, spočítatelná ani zvažitelná, ale je přesto stejně důležitá jako skutečnost materiální.“

## Seznam skladeb Viktora Kalabise
- Seznam skladeb Viktora Kalabise